# Communauté de communes Bresse-Revermont
Ne pas confondre avec la Communauté de communes Bresse Revermont 71, une intercommunalité située en Saône-et-Loire
La communauté de communes Bresse-Revermont est une ancienne communauté de communes française, située dans le département du Jura et la région Bourgogne-Franche-Comté.

## Historique
La communauté de communes est issue de la fusion en janvier 2011 de trois intercommunalités :
- la Communauté de communes La Bletteranoise
- la Communauté de communes des Foulletons
- la Communauté de communes du Val de Brenne.

Elle fusionne avec la Communauté de communes des coteaux de la Haute Seille pour former le 1er janvier 2017 la communauté de communes Bresse Haute Seille, dont le siège est situé à Bletterans (54 communes).

## Composition
La communauté de communes regroupait 37 communes :
| Nom                 | Code Insee | Gentilé       | Superficie (km2) | Population (dernière pop. légale) | Densité (hab./km2) |
| ------------------- | ---------- | ------------- | ---------------- | --------------------------------- | ------------------ |
| Bletterans (siège)  | 39056      | Bletteranois  | 7,97             | 1 430 (2014)                      | 179                |
| Arlay               | 39017      |               | 20,19            | 1 234 (2014)                      | 61                 |
| Bois-de-Gand        | 39060      |               | 3,25             | 57 (2014)                         | 18                 |
| Champrougier        | 39100      |               | 8,73             | 87 (2014)                         | 10                 |
| Chapelle-Voland     | 39104      | Chapellois    | 30,50            | 621 (2014)                        | 20                 |
| Chaumergy           | 39124      | Calmergiens   | 6,14             | 473 (2014)                        | 77                 |
| Chemenot            | 39136      |               | 4,74             | 34 (2014)                         | 7,2                |
| Chêne-Sec           | 39140      |               | 0,76             | 34 (2014)                         | 45                 |
| Commenailles        | 39160      | Commenaillais | 21,52            | 827 (2014)                        | 38                 |
| Cosges              | 39167      | Cosgeois      | 13,49            | 361 (2014)                        | 27                 |
| Desnes              | 39194      | Desnois       | 9,06             | 462 (2014)                        | 51                 |
| Fontainebrux        | 39229      | Charbonniers  | 6,75             | 201 (2014)                        | 30                 |
| Foulenay            | 39234      | Botrays       | 4,16             | 82 (2014)                         | 20                 |
| Francheville        | 39236      |               | 1,46             | 43 (2014)                         | 29                 |
| Froideville         | 39243      |               | 2,97             | 71 (2014)                         | 24                 |
| La Charme           | 39110      |               | 3,71             | 66 (2014)                         | 18                 |
| La Chassagne        | 39112      | Chassagnards  | 5,67             | 120 (2014)                        | 21                 |
| La Chaux-en-Bresse  | 39132      |               | 2,05             | 37 (2014)                         | 18                 |
| Larnaud             | 39279      | Larnaudiens   | 10,67            | 576 (2014)                        | 54                 |
| Les Deux-Fays       | 39196      |               | 6,77             | 96 (2014)                         | 14                 |
| Les Repôts          | 39457      | Reposiens     | 4,02             | 54 (2014)                         | 13                 |
| Le Villey           | 39575      |               | 3,57             | 85 (2014)                         | 24                 |
| Lombard             | 39296      |               | 5,41             | 207 (2014)                        | 38                 |
| Mantry              | 39310      |               | 10,83            | 444 (2014)                        | 41                 |
| Nance               | 39379      | Nanciers      | 7,34             | 496 (2014)                        | 68                 |
| Quintigny           | 39447      | Quintignois   | 3,65             | 225 (2014)                        | 62                 |
| Recanoz             | 39454      |               | 3,01             | 90 (2014)                         | 30                 |
| Relans              | 39456      | Relanais      | 4,74             | 347 (2014)                        | 73                 |
| Ruffey-sur-Seille   | 39471      |               | 18,01            | 710 (2014)                        | 39                 |
| Rye                 | 39472      |               | 11,84            | 216 (2014)                        | 18                 |
| Sellières           | 39508      | Selliérois    | 9,90             | 756 (2014)                        | 76                 |
| Sergenaux           | 39511      |               | 3,24             | 78 (2014)                         | 24                 |
| Sergenon            | 39512      |               | 3,88             | 58 (2014)                         | 15                 |
| Toulouse-le-Château | 39533      | Toulousiens   | 4,16             | 216 (2014)                        | 52                 |
| Vers-sous-Sellières | 39555      |               | 8,48             | 236 (2014)                        | 28                 |
| Villevieux          | 39574      | Villevieusins | 9,87             | 715 (2014)                        | 72                 |
| Vincent             | 39577      | Vincents      | 8,72             | 318 (2014)                        | 36                 |

## Compétences
- Aménagement de l'espace
- Développement économique
- Voirie d'intérêt communautaire
- Protection et mise en valeur de l'environnement
- Action sociale
- Logement et cadre de vie
- Équipements culturels
- Tourisme